# 蒂加登星
蒂加登星（Teegarden's Star），又称为SO J025300.5+165258，是一颗位于白羊座的M-型红矮星（也有可能是棕矮星），距离太阳系12光年。虽然它离地球很近，但却非常昏暗，视星等仅有15等，只能通过大型望远镜才能看到。这颗恒星的自行很大，每年约以5角秒的速度向东南方向移动，目前已知仅有七个恒星系统的自行比它快。

## 发现
蒂加登星是在2003年由一个研究小组在搜寻之前小行星追踪数据的资料中发现的。这些数据是由近地小行星追踪（Near Earth Asteroid Tracking，NEAT）计划利用夏威夷茂宜岛的两个一米口径望远镜在之前超过五年拍摄的光学照片组成。这颗恒星以这个研究小组的组长，美国国家航空航天局戈达德太空飞行中心的天体物理学家博纳尔·蒂加登命名。

蒂加登星（位于图片中上部）是目前已知位于太阳系第23近的恒星

天文学家一直认为在离地球20光年以内很可能存在很多未发现矮恒星，因为恒星数量调查显示地球附近已知的矮恒星明显少于预计的数目。这些矮恒星因为非常昏暗，容易被忽视。蒂加登的研究小组认为，这些暗淡的恒星可以通过对往年用于其他用途的巨大光学巡天数据进行数据挖掘来发现。于是，他们重新检查NEAT计划的小行星追踪数据库，并发现了这颗恒星。之后，在1951年进行的帕洛马巡天调查中拍摄的照片中同样也发现蒂加登星的踪迹。这次发现具有重大的意义，因为它在发现时没有直接使用任何一架望远镜或有天文学家参与其中。

## 特性
蒂加登星是一颗小的红矮星，表面温度和亮度都很低，视星等只有15.4（绝对星等为17.47），这可以解释为什么它在之前并没有被发现。和大部分红矮星一样，它的大部分能量是通过红外光谱发射出来。
蒂加登星最初测量的视差为0.43±0.13角秒。这意味着它离地球仅有7.50光年，成为离地球第三近的恒星系统，仅次于半人马座α三合星和巴纳德星，排在沃夫 359之前。然而，蒂加登星在当时异常低光度（绝对星等18.5）和视差的高不确定性提示这颗恒星的实际距离可能会更远，虽然仍是离太阳系最近的恒星系统之一，但排名并没有一开始认为的那么靠前。2009年，美国天文学家乔治·盖特伍德（George Gatewood）测量出一个更准确的视差数值——0.2593角秒，这意味它现在普遍接受的距离是12.578光年，是目前已知离太阳系第23近的恒星系统，也是白羊座已知最近的恒星系统。

## 行星系統
2012年發表的2010年ROPS調查的觀測結果顯示，蒂加登星的徑向速度發生了變化，儘管當時沒有足夠的數據來宣稱探測到行星。
2019 年 6 月，在卡拉阿托天文台進行 CARMENES 調查的科學家宣布了兩顆地球質量的系外行星在其宜居帶內圍繞恆星運行的證據；蒂加登星 b在宜居帶內運行——在太陽系中相當於地球和金星之間，而蒂加登星 c在宜居帶的外緣運行，類似於火星。
根據專門研究這顆恆星的一組研究人員稱，這兩顆行星都可能保持著濃密的大氣層，因此很可能至少有一顆行星可能含有液態水。然而，另一組科學家在研究恆星宜居帶中的地球大小的行星時，認為蒂加登星 b有3%的概率保留了大氣層，而蒂加登星 c只有2%。 
| 成員 (依恆星距離) | 质量                | 半長軸 (AU)           | 轨道周期 (天)    | 離心率          | 傾角 | 半径 |
| ----------------- | ------------------- | --------------------- | ---------------- | --------------- | ---- | ---- |
| b                 | ≥1.05+0.13 −0.12 M⊕ | 0.0252+0.0008 −0.0009 | 4.91±0.0014      | 0+0.16 −0       | —    | —    |
| c                 | ≥1.11+0.16 −0.15 M⊕ | 0.0443+0.0014 −0.0015 | 11.409±0.009     | 0+0.16 −0       | —    | —    |
| d                 | ≥0.82±0.17 M⊕       | 0.0791+0.0025 −0.0027 | 26.13+0.03 −0.04 | 0.07+0.10 −0.05 | —    | —    |

## 爭議性
儘管與地球相距不遠，但其光度之弱 (太陽的30萬份之一)，使得它直至2003年之前都未被發現。由現時數據所得，蒂加登星有著恆星所需的最低界限質量，通常是0.07-0.08太陽質量間，所以應界定為紅矮星。但蒂加登星，卻有著棕矮星的特性，這使得其所屬之天文物體類別有一定的爭議性(詳情可見 （页面存档备份，存于）)。